# Mucor strictus
Mucor strictus är en svampart som beskrevs av Hagem 1908. Mucor strictus ingår i släktet Mucor och familjen Mucoraceae.   Inga underarter finns listade i Catalogue of Life.